# Conclave de 1830-1831
Le conclave papal de 1830-1831 est convoqué à la mort du pape Pie VIII, le 1er décembre 1830, afin de lui désigner un successeur. Le conclave débute le 14 décembre 1830, et se conclut le 2 février 1831 avec l’élection du cardinal Mauro Alberto Cappellari, sous le nom de règne pontifical de Grégoire XVI.

## Déroulement du conclave
Dès l'ouverture du conclave, trois cardinaux semblent se démarquer, Emmanuele de Gregorio et Bartolomeo Pacca, qui avaient déjà le statut de papabile lors du conclave de 1829 deux ans plus tôt, mais également Giacomo Giustiniani, qui avait une longue expérience de la diplomatie vaticane au sein de la Curie. Bien que figurant parmi les favoris, Giustiniani voit ses chances disparaître avec le veto mis contre lui par le roi d'Espagne, Ferdinand VII.
Cependant, au fil des tours de scrutin, il apparaît clairement que ni de Gregorio ni Pacca ne pourront obtenir le soutien de la majorité requise des deux tiers des voix, d'autant plus que le Prince Klemens Wenzel von Metternich a clairement exprimé son désir de voir l'élection d'un pape fort afin d'endiguer le flot des révolutions qui balaie l'Europe à l'époque du conclave.
Alors que les jours passent sans qu'aucun candidat ne se détache, le cardinal Albani secrétaire d’État de Pie VIII, intervient afin de proposer la candidature de Vincenzo Macchi, mais peu de cardinaux se rallient à cette proposition.
Cappellari n'apparaît comme une alternative aux candidatures de de Gregorio et de Macchi que très tard dans le conclave mais, malgré l'opposition du cardinal Albani, et après quatre-vingt-trois tours de scrutin et six semaines de conclave, il finit par être élu pape le 2 février 1831.
Jusqu'alors des conclaves longs n'étaient pas rares et aucun conclave n'avait duré moins de trois semaines depuis 1667. Depuis aucun conclave n'a nécessité plus de quatorze tours et n'a duré plus d'une semaine.
Quarante-cinq des 54 cardinaux en vie à l'époque prirent part au conclave, et Bartolomeo Pacca présida les débats en tant que doyen du Collège des cardinaux. Cappellari, alors prêtre camaldule et préfet de la Congrégation pour la Propagation de la foi, fut le dernier pape élu à ne pas être encore évêque au moment de son élection.
| Durée                      | 50 jours                    |
| Nombre de tours de scrutin | 83                          |
| Électeurs                  | 45                          |
| Exclusive utilisée         | par Ferdinand VII d'Espagne |
| PAPE DÉCÉDÉ                | PIE VIII (1829-1830)        |
| PAPE ÉLU                   | GRÉGOIRE XVI (1831-1846)    |
| -------------------------- | --------------------------- |